# Aarne Sihvo
Aarne Sihvo, finski general, * 22. november 1889, † 12. junij 1963.